# Апленд (Калифорния)
Апленд (англ. Upland) — город в округе Сан-Бернардино в штате Калифорния в Соединённых Штатах Америки.
Согласно данным переписи населения США 2020 года число жителей города 
составляло 79 040 человек, что, для такого небольшого населённого пункта, существенно больше (+ 7.2%), чем было во время предыдущей переписи проводившейся в 2010 году (73 732 человека).

## История
В 1774 году испанский исследователь Хуан Баутиста де Анса проложил сухопутный маршрут из Аризоны в Калифорнию, который проходила через место, где ныне стоит современный Апленд, по пути к миссии Сан-Габриэль (ныне территория одноимённого города). Испанские колонисты назвали территорию вокруг Апленда «Кукамонга», что на языке коренных американцев из народа тонгва означало «песчаное место».
Апленд, как и Калифорния, стал частью Соединенных Штатов после Мексикано-американской войны и американские поселенцы начали прибывать сюда в больших количествах в связи с Калифорнийской золотой лихорадкой 1849 года. Железная дорога пришла в эти места в 1887 году.
15 мая 1906 года сообщество было включено в реестр штата и Апленд официально получил статус города.
Первая больница Апленда — San Antonio, открылась на углу шоссе Эрроу и авеню Сан-Антонио в 1907 году. В больнице было восемнадцать коек с медицинским персоналом из пяти врачей. Она была построена на средства, полученные от продажи акций сообщества.
В 1911 году граждане Апленда создали добровольную пожарную команду, начальником которой был назначен Ф. Х. Манкер. Первым зарегистрированным устройством была тележка со шлангом, которую тащил первый попавшийся персонал. В 1913 году первый серьезный пожар, произошедший в новом сообществе, уничтожил все предприятия на восточной стороне Второй авеню к югу от Девятой улицы. Этот пожар указал на необходимость модернизации для дальнейшей защиты сообщества от пожаров, и в 1915 году была построена первая пожарная станция и приобретена первая моторизованная пожарная машина. Местная пожарная служба просуществовала до 2017 года, когда стала частью пожарной службы округа Сан-Бернардино.
В начале XX века цитрусовая промышленность в Апленде и соседнем Онтэрио процветала, и к 1930-м годам цитрусовые стали доминирующей сельскохозяйственной культурой в округе. В 1936 году доход от цитрусовой промышленности штата составил 97 миллионов долларов, это было вторым по прибыли бизнесом (после нефтяной промышленности, которая принесла 159 500 000 долларов) в Калифорнии. На пике производства цитрусовых эта отрасль производила шестьдесят процентов поставок цитрусовых в стране и двадцать процентов поставок в мире. Так продолжалось до середины 1940-х годов, когда цитрусовая индустрия в целом начала приходить в упадок. После Второй мировой войны стоимость земли в Калифорнии начала стремительно расти, и местные фермеры начали продавать свои земли под застройку.
В 1945 году, в трёх километрах к северо-западу от делового центра города, бизнесменами Моди и Дьюи Кейбл был построен Аэропорт Кейбл, который ныне является крупнейшим в мире частным аэропортом по количеству воздушных судов, базирующихся в нём.
В 1954 году сюда пришла скоростная автомагистраль, что ускорило трансформацию города из цитрусового рая в классический для Калифорнии жилой (спальный) коммерческий район.

## География
На востоке Апленд граничит с Ранчо-Кукамонга, на юге — с городами Онтэрио и Монтклэр, на западе — с Клермонтом, а на севере — с некорпоративным сообществом Сан-Антонио-Хайтс.
Согласно данным Бюро переписи населения США, общая площадь города Апленд составляет 15,62 квадратных мили (40,45 км2) из которых 15,58 квадратных мили (40.36 км2) приходится на сушу и 0,03 квадратных мили (0.09 км2 или 0.21%) занимает водная поверхность.

## Климат
Апленд имеет полузасушливый климат, большая часть осадков выпадает в зимние месяцы. Среднегодовое количество осадков составляет 24,5 дюйма (620 мм). Самая высокая зарегистрированная температура была 113 °F (45 °C) в июле 2006 года. Самая низкая зарегистрированная температура была 21 °F (−6 °C) в январе 1963 года. Согласно системе классификации климатов Кёппена, Апленд имеет теплый летний средиземноморский климат, сокращенно обозначаемый аббревиатурой «Csb» на климатических картах.